# Albulski predor
Albulski predor je osrednji del Albulske železnice, ki je del retijskega železniškega omrežja v kantonu Graubünden v Švici. S svojo največjo nadmorsko višino 1820 m je med najvišjimi predori v Alpah  in ima gorsko prekrivalo do 950 m. Dolžina predora je 5865 m.  Za promet so ga odprli leta 1903.[3]
Severni portal predora je v Predi v Bergünu, južni pa v Spinasu v dolini Bever. Predor povezuje dolino Albula z dolino Engadin in pri tem poteka pod razvodjem med Renom in Donavo nekaj kilometrov zahodno od prelaza Albula. Predor služi tako potniškemu kot tovornemu prometu. Glacier Express pelje skozenj vsak dan. Med zimsko sezono so do leta 2011 predor uporabljali tudi vlaki za prevoz avtomobilov, ki vozijo med Thusisom in Samedanom.
Zaradi grožnje skalnih podorov in splošnega propadanja je bilo sčasoma načrtovano, da bo prvotni predor prenovljen v 2020-ih letih. Toda leta 2010 je Retijska železnica objavila, da je identificirala gradnjo drugega predora ob prvem kot prednostna možnost, pri čemer je eden od več razlogov sorazmerno majhna razlika v stroških. Gradnja, ki je stala približno 244 milijonov CHF, se je začela leta 2014. V primerjavi s prvotnim predorom Albula je nova izvrtina precej večja zaradi novejših operativnih in varnostnih standardov. Drugi predor naj bi bil odprt za promet okoli leta 2022, dokončanje projekta, vključno s prenovo prvotnega predora, pa naj bi se končalo do leta 2023. Ko bo dokončan, naj bi predor vsako leto uporabljalo približno 15.000 vlakov; zgrajen je tako, da omogoča največjo hitrost 120 km/h.

## Zgodovina

### Gradnja
Albulski predor je glavna značilnost Retijske železnice (RhB), obsežnega omrežja metrske širine na jugovzhodu Švice, ki je bilo uvedeno leta 1889. Vodstvo železnice je dalo velik poudarek na privlačnosti proge za rastoči turistični trg, zato proga prečka severne doline na namenoma spektakularen način. Najvišja točka proge, približno 1800 metrov nad morsko gladino, je tam, kjer je bil zgrajen predor Albula.
Na gradnjo so vplivale številne nenavadne težave. Hladni, 6 °C odtoki vode so spremenili že razpokano kamnino v kašasto maso, ki je redno mašila vhod severnega predora. Hkrati je presahnil močan vodni vir nad severnim portalom rova. Vodo, ki teče s 300 L/s, je bilo treba skrbno preusmeriti s cevovodi. Posledično se je gradnja tako rekoč ustavila: v desetih tednih od maja 1900 so speljali le dva metra predora. Teh težav ni mogel premagati glavni gradbeni izvajalec Ronchi & Carlotti, ki je šel v stečaj.
Od 1. aprila 1901 je Retijska železnica prevzela gradbena dela v svoje roke. Z uporabo bonus sistema je uspelo povrniti del izgubljenega časa. Ob 03:00 29. maja 1902 je bil dosežen preboj obeh predorov na točki 3030,5 m od severnega portala in 2835 m od južnega portala.
Dokončan predor je bil dolg 5864 metrov in je vseboval en sam tir. Gradnja je stala 7.828.000 švicarskih frankov. Pri gradnji predora je bilo skupaj zaposlenih 1316 ljudi. Skupno je bilo 16 nesreč s smrtnim izidom, v katere so bili vpleteni gradbeni delavci; kamnito obeležje v spomin na te žrtve je bilo postavljeno na postaji Preda.
Leta 1903 je bil Albulski predor odprt za promet. V začetku so vozili s parnimi lokomotivami, vendar sta bila predor in celotna trasa kasneje elektrificirana s standardiziranim sistemom 15 kV, 16⅔Hz. Različni potniški prevozi uporabljajo predor redno, kot je luksuzni Glacier Express. Po navedbah industrijske publikacije Rail Engineer je nevarnost, ki jo predstavljajo skalni podori, proti drugi polovici 20. stoletja postala vse prisotna.
Do leta 2006 so pregledi predora ugotovili, da se je njegovo stanje poslabšalo do te mere, da so bile potrebne pomembne obnove. Do takrat je predor vsako leto uporabljalo približno 7,4 milijona potnikov, vključno z 2,3 milijona dnevnimi migranti, skupaj z velikim obsegom tovornega prometa, zato bi bilo kakršno koli zaprtje zelo moteče. Junija 2009 je Retijska železnica objavila, da izvaja preiskave o temeljni modernizaciji ali rekonstrukciji predora.
Medtem ko se je v letu 2010 začela priprava na gradnjo drugega predora, je bil prvotni predor Albula predviden za ohranitev. Med obema predoroma bo treba izkopati skupno 12 prečnih prehodov, ki bodo osebju omogočili potovanje med obema vrtinama, kar bo koristno tako v izrednih razmerah kot pri rutinskih vzdrževalnih dejavnostih. Po dokončanju drugega predora je predvideno, da bo starejši predor začasno zaprt za železniški promet, medtem ko bodo potekala obsežna popravljalna dela; ta dejavnost naj bi bila v veliki meri osredotočena na stabilizacijo njegovih sten in strehe.
|  |  |  |

## Drugi predor
Zaradi slabšega stanja prvotnega predora so možnosti za izgradnjo povsem novega predora ob starem ocenili skupaj z drugimi možnostmi; študije so pokazale, da bi skupni stroški takšnega predora znašali okoli 244 milijonov CHF. V letu 2010 je RHB objavila, da je gradnja novega predora prepoznana kot optimalna rešitev; Istega leta so se začela podrobna načrtovalska dela. Ta možnost je imela več prednosti. Najbolj očitno je, da bi stari predor lahko ostal v uporabi ves čas gradnje novega predora, s čimer bi se izognili dolgotrajnemu zaprtju proge zaradi obnove. Prisotnost obstoječega predora je tudi omogočila, da deluje kot reševalna vrtina za nov predor, če bo to kdaj potrebno. Decembra 2012 je RhB predal načrte v odobritev Zveznemu uradu za promet.  Potrebno je bilo tesno sodelovanje med RhB in oblastmi, zlasti ker je lokacija Unescova priznana svetovna dediščina. 
V letu 2014 se je uradno začela gradnja drugega predora. V primerjavi s prvotnim predorom je nova vrtina precej velika tako po širini kot po višini, kar je predvsem posledica potrebe po uvedbi različnih novejših standardov delovanja in večjega upoštevanja njegove varnosti. Večje dimenzije predora omogočajo namestitev prehodov po vsej njegovi dolžini, prav tako pa zagotavljajo idealne prostore za napeljave OLE. Med gradnjo je bila vrtina dovolj velika in dovolj ravna, da so lahko cestna vozila neposredno dosegla skalo, kar je omogočilo vnos običajnih strojev. Kljub povečani širini je novi predor dejansko nekoliko krajši od prvotne izvrtine, saj je dolg približno 5860 metrov.
Metoda vrtanja je bila v skladu s konvencionalnimi praksami tistega časa. Na vsakem od bodočih portalov predora so bila postavljena gradbišča, na katerih so bili nameščeni transportni sistemi za premikanje izkopane zemljine iz vrtine predora na stranske tire za odvoz. Vrtanje je vključevalo vzorec vrtanja, razstreljevanja, odstranjevanja ruševin in pomožnih varnostnih pregledov. Svež zrak je bil napeljan do stene skale, kar je ustvarilo nekoliko višji tlak v predoru, da bi pomagal izpihniti tako prah kot dizelske hlape, ki jih oddajajo izkopavanja. Izdelani so bili tudi kanali za obvladovanje vdora vode, medtem ko sta bili tako streha kot stene izvrtine stabilizirani z nanosom mokrega betona.
Medtem ko je geologija, ki obdaja predor, v glavnem granitna, je 110-metrski odsek blizu konca Preda sestavljen iz treh različnih vrst kamnin, znanih kot celičasti dolomit, medtem ko v 20-metrskem odseku večinoma prevladuje mehka in porozna vrsta dolomita. podobno drobnemu pesku. Zaradi odsotnosti trdnega materiala je bila nevarnost porušitve predora med gradnjo tega odseka izrazito povečana. Stabiliziran je bil z zmrzovanjem okoliških tal na najmanj 2,5 metra zunaj cone izkopa pred vrtalnimi deli, čemur je v roku enega tedna sledil nanos 120 cm debele obloge iz armiranega betona; ti ukrepi pa so povzročili počasen napredek.
Zaradi obilnega sneženja, ki je običajno prisotno v švicarskih Alpah v zimskih mesecih in je povzročilo neizogibne motnje dostopa do mesta predora, so bila vsa gradbena dela prekinjena od sredine decembra do konca februarja. Izven tega sezonskega zaprtja je bilo na mestu delo 24 ur na dan vsak dan prek izmenskega dela. Po podatkih Rail Engineer bi v enem dnevu izkopali povprečno razdaljo 6,5 metra. Vendar se je zaradi geoloških zapletov, ki so prisotni na enem delu vrtine, hitrost napredovanja zmanjšala na le okoli 0,7 metra na dan. Vrtanje bo vključevalo skupno približno 244.000 kubičnih metrov kamnin, ki bodo izkopane.
2. oktobra 2018 je prišlo do preboja med obema koncema nove vrtine, kar je bil ključni mejnik v gradbenem programu. 
Gradbena dela za preureditev postaje Preda so bila leta 2022 po načrtih prekinjena in se bodo nadaljevala leta 2023. Na območju gradnje Spinas so dela na železniški postaji Spinas lani dobro napredovala. Izvedena je bila razširitev železniškega nasipa, ki je potreben za nov tirni sistem in del novega peronskega sistema že lahko uporabljajo potniki. Obnova strojnice poteka skladno s spomeniškim varstvom in sta rekultivacija poplavnega območja Beverine ter realizacija »Beverinske dolžinske mreže« kot projekta Občine Bever zelo napredovala. Gradbena dela Spinasa se bodo nadaljevala tudi v letu 2023.
7. 12. 2022 so se začela dela na opremljanju predora s tirno in varnostno opremo: slikopleskarska dela, vgradnja podov, prezračevanje prostorov, protipožarna vrata.
Od marca 2023 bo potekala demontaža in čiščenje preostale inštalacije graditelja predora. Betonarna in poslovni kompleks v Predah ostanejo na mestu za nadaljnja gradbena dela. Gradnja novega servisnega objekta bo potekala v letu 2023. Oskrba in odvoz železniških sistemov bosta potekala preko gradbišča oziroma gradbišča Preda. Dokončani bosta tudi železniški postaji v Predi in Spinasu. Poleg tega se v Spinasu nadaljuje revitalizacija poplavnega območja Beverina, »Beverinske vzdolžne mreže« in obnova »strojnice«.
Če bodo dela potekala po načrtih, bodo prvi vlaki skozi novi Albulski predor zapeljali sredi leta 2024. Obstoječi predor bo nato ukinjen in preurejen v varnostni predor.